# Mario Gomboli
Mario Gomboli est un auteur de bande dessinée italien né à Brescia en 1947, principalement connu comme scénariste et comme directeur responsable et éditeur de la série Diabolik.

## Biographie
Né à Brescia en 1947, Mario Gomboli suit sa famille qui s'installe à Milan. Lorsqu'il est lycéen, il collabore à la rédaction d'un journal scolaire, ce qui lui permet de rencontrer Alfredo Castelli ; comme Castelli a déjà des relations avec le monde de la bande dessinée, il présente à Gomboli les sœurs Angela et Luciana Giussani, ce qui donne lieu à une collaboration, à partir de 1966, de la série Diabolik, imaginée par les deux sœurs,,,,. En 1967, il commence une collaboration avec Maria Perego pour la série télévisée Lupo Lupone e Cappuccetto a pois, et, en 1968, il co-fonde le journal satirique Tilt avec Castelli, Marco Baratelli et Carlo Peroni, publié par Florenzo Ivaldi. En 1969, il écrit pour l'émission Carosello sur Rai et participe aux Fiabe sonore (it) de Fabbri editore (it). En parallèle, il écrit des scénarios pour des périodiques de bande dessinée comme Horror (periodico) (it) et Psyco ainsi qu'à la série Genius (fumetto) (it) dessinée par Milo Manara,.
Toujours avec Castelli, en 1972 il collabore au périodique Sorry. Entretemps, il termine ses études et obtient le diplôme en architecture ; il fonde un studio avec ses collègues, appelé Arcoquattro, qui réalise des projets pour l'émission Carosello dont l'un est primé en 1975 au Festival della fantascienza. Entre 1975 et 1977, Gomboli devient directeur adjoint du Salone Internazionale dei Comics à Lucques. En 1973, il participe à Pif Gadget en imaginant des séries d'humour comme Le zoo en folie, dessinée par Massimo Mattioli, ainsi que Milo Marat, dessinée par Bonvi. Celles-ci paraissent également en Italie dans le Corriere dei ragazzi (it),. Avec la série du Zoo en folie, il devient auteur complet en dessinant à son tour. La série est publiée en albums par Rizzoli en 1974. En parallèle, Gomboli collabore avec divers périodiques, comme Cosmopolitan, Annabella, Topolino, L'Europeo, jusqu'en 1982. À cette date, il remporte un concours pour un poste à l'université d'architecture à Alger et s'y installe pendant un an,,.

## Filmographie en tant que scénariste
- 2021 : Diabolik de Marco et Antonio Manetti
- 2022 : Diabolik: Ginko all'attacco de Marco et Antonio Manetti